# Santillán-Boria
Santillán es una localidad del municipio de San Vicente de la Barquera (Cantabria, España). Queda a 2 kilómetros al oeste de la capital municipal. En el año 2008 contaba con una población de 161 habitantes (INE), de los que 58 residían en el núcleo urbano y los otros 103 diseminados. El pueblo está situado a una altitud de 114 metros sobre el nivel del mar. Desde él se llega a la playa de la Fuente, una pequeña cala. En este pueblo, en la carretera Nacional 634, se encuentra el llamado "Mirador de Santillán", que permite una vista panorámica de la Ría de San Vicente de la Barquera, la playa de Merón, el mar Cantábrico y los Picos de Europa. Boria es una sierra de Santillán, de ahí que un barrio de este pueblo se llame Boria (algunos vecinos le llaman Santillán-Boria) pero Boria no existe como pueblo propiamente tal.

## Historia
En abril de 1973 se anunció que Electra de Viesgo iba a construir la central nuclear de Santillán, de cuatro unidades y una potencia de cuatro millones de kilovatios, cuyo coste inicial se calculó en 80.000 millones de pesetas. La empresa adquirió 71,6 hectáreas de terreno, el equivalente a 71 campos de fútbol, en una franja costera que abarca superficie de los municipios de San Vicente de la Barquera y Val de San Vicente, junto a la ensenada de la playa de La Fuente; sobre los acantilados de Santillán-Boria se construyó una zanja para realizar los sondeos previos para la construcción de la central nuclear en este terreno. Se programó que comenzara a exportar energía en 1982, con una potencia de 970 megavatios. Finalmente, debido a la oposición política y social, tanto de cántabros como de asturianos, la empresa eléctrica abandonó el proyecto de forma provisional.